# Narathura aruana
Narathura aruana är en fjärilsart som beskrevs av Evans 1957. Narathura aruana ingår i släktet Narathura och familjen juvelvingar. Inga underarter finns listade i Catalogue of Life.